# 莱安德罗·阿莱姆
莱安德罗·阿莱姆（西班牙語：Leandro Nicéforo Alem，1841年3月11日—1896年7月1日），是阿根廷的自由派政治家、革命家、激进公民联盟的创始人和首任党魁。阿莱姆是伊波利托·伊里戈延的叔叔及其政治上的恩师，同时亦是阿根廷共济会的活跃成员。